# Liste d'amphithéâtres romains en France
Cet article recense les amphithéâtres romains en France.

## Liste
| Édifice                                | Lieu                                               | Département       | Notes | Coordonnées                 | Illustration |
| -------------------------------------- | -------------------------------------------------- | ----------------- | --- | --------------------------- | ------------ |
| Amphithéâtre                           | Agen (Aginnum)                                     | Lot-et-Garonne    | | 44° 12′ 26″ N, 0° 37′ 20″ E |              |
| Amphithéâtre                           | Aléria                                             | Haute-Corse       | | 44° 12′ 23″ N, 0° 37′ 17″ E |              |
| Amphithéâtre                           | Amiens (Samarobriva)                               | Somme             | Quasiment disparu : ses rares vestiges sont enfouis sous l'hôtel de ville et les terrains environnants. Dimensions externes : 113 × 95 m, capacité estimée : 12 000 à 15 000 places                                                                            | 49° 53′ 24″ N, 2° 18′ 10″ E |              |
| Amphithéâtre                           | Angers (Juliomagus)                                | Maine-et-Loire    | | 47° 28′ 05″ N, 0° 32′ 56″ O |              |
| Arènes                                 | Arles (Arelate Sextanorvm)                         | Bouches-du-Rhône  | Dimensions externes : 136 × 107 × 21 m, dimensions estimées de l'arène : 65 × 40 m, capacité estimée : 25 000 places | 43° 40′ 40″ N, 4° 37′ 51″ E |              |
| Amphithéâtre                           | Autun (Augustodunum)                               | Saône-et-Loire    | Disparu. Dimensions externes : 154 × 130 m, dimensions estimées de l'arène : 74 × 19 m. Il s'agit donc de l'un des plus grands amphithéâtres de Gaule connus.                                                                                                  | 46° 57′ 01″ N, 4° 18′ 00″ E |              |
| Amphithéâtre                           | Beaumont-sur-Oise                                  | Val-d'Oise        | | 49° 08′ 46″ N, 2° 17′ 49″ E |              |
| Arènes                                 | Besançon (Vesontio)                                | Doubs             | Dimensions externes : de 122 à 130 m de long et de 106 à 110 m de large, capacité estimée : de 20 000 à 24 000 places | 47° 14′ 20″ N, 6° 00′ 59″ E |              |
| Arènes romaines                        | Béziers (Baeterrae / Iulia Baeterrae Septimanorum) | Hérault           | | 43° 20′ 23″ N, 3° 12′ 51″ E |              |
| Amphithéâtre                           | Bonnée                                             | Loiret            | | 47° 47′ 48″ N, 2° 23′ 06″ E |              |
| Palais Gallien                         | Bordeaux (Burdigala)                               | Gironde           | Dimensions externes : 132 × 111 m, dimensions estimées de l'arène : 70 × 47 m, capacité estimée : 22 000 places | 44° 50′ 51″ N, 0° 34′ 58″ O |              |
| Amphithéâtre                           | Bourges (Avaricum)                                 | Cher              | | 47° 05′ 01″ N, 2° 23′ 46″ E |              |
| Amphithéâtre,                          | Bouzy-la-Forêt                                     | Loiret            | |                             |              |
| Amphithéâtre                           | Cahors (Divona Cadurcorum)                         | Lot               | Vaste amphithéâtre de 110 m de long sur 90 m de large, dont les vestiges ont été mis au jour en 2006-2007 | 44° 26′ 43″ N, 1° 26′ 27″ E |              |
| Amphithéâtre                           | Carcassonne (Carcasum)                             | Aude              | Capacité estimée inconnue (petit amphithéâtre) | 43° 12′ 18″ N, 2° 21′ 44″ E |              |
| Amphithéâtre                           | Chartres (Autricum)                                | Eure-et-Loir      | | 48° 26′ 48″ N, 1° 29′ 23″ E |              |
| Amphithéâtre                           | Chassenon (Cassinomagus)                           | Charente          | | 45° 51′ 02″ N, 0° 46′ 07″ E |              |
| Amphithéâtre                           | Drevant (Derventum)                                | Cher              | | 46° 41′ 35″ N, 2° 31′ 23″ E |              |
| Amphithéâtre                           | Fréjus (Forum Julii / Colonia Octavianorum)        | Var               | Dimensions : 113 mètres de longueur et 85 mètres de largeur ; capacité estimée : 10 000 à 12 000 places | 43° 26′ 04″ N, 6° 43′ 43″ E |              |
| Théâtre gallo-romain                   | Gennes-Val de Loire                                | Maine-et-Loire    | | 47° 19′ 53″ N, 0° 12′ 40″ O |              |
| Amphithéâtre                           | Grand (Granum / Andesina)                          | Vosges            | Dimensions externes : 148 × 64,5 m, dimensions de l'arène : 50,8 × 34 m, capacité estimée : 16 000 à 20 000 places | 48° 23′ 04″ N, 5° 29′ 30″ E |              |
| Théâtre antique                        | Lillebonne (Iuliobona)                             | Seine-Maritime    | Théâtre-amphithéâtre, il mesure 106,50 m d'ouest en est (grand axe). La partie septentrionale du monument n'ayant pu être fouillée, la dimension nord-sud (petit axe) est évaluée à 94,70 m ; l'arène mesure 47,30 × 35,50 m ; capacité estimée : 5 000 places | 49° 31′ 04″ N, 0° 32′ 12″ E |              |
| Amphithéâtre                           | Limoges (Augustoritum)                             | Haute-Vienne      | Dimensions externes : 136 × 115 m, dimensions estimées de l'arène : 65 × 42 m, capacité estimée : 25 000 à 30 000 places | 45° 49′ 49″ N, 1° 15′ 09″ E |              |
| Amphithéâtre des Trois Gaules          | Lyon (Lugdunum)                                    | Rhône             | Dimensions externes : 105 × 80 m, dimensions de l'arène : 67,6 × 42 m, capacité estimée : 20 000 places | 45° 46′ 14″ N, 4° 49′ 51″ E |              |
| Amphithéâtre                           | Meaux (Latinum)                                    | Seine-et-Marne    | | 48° 57′ 27″ N, 2° 53′ 38″ E |              |
| Amphithéâtre                           | Metz (Divodurum Mediomatricorum)                   | Moselle           | Nombre d'arcades connues : 76 × 2 (152). Amphithéâtre sur 3 étages. Dimensions externes : 148 × 124 × 32 m ou 35 m, dimensions de l'arène : 65 × 41 m, capacité estimée : 25 000 places                                                                        | 49° 06′ 32″ N, 6° 10′ 49″ E |              |
| Amphithéâtre                           | Mirebeau-sur-Bèze                                  | Côte-d'Or         | | 47° 23′ 28″ N, 5° 19′ 34″ E |              |
| Amphithéâtre de Chennevière            | Montbouy                                           | Loiret            | | 47° 51′ 40″ N, 2° 49′ 16″ E |              |
| Théâtre gallo-romain du Vieux-Poitiers | Naintré                                            | Vienne            | Édifice du site archéologique du Vieux-Poitiers | 46° 46′ 13″ N, 0° 32′ 12″ E |              |
| Amphithéâtre                           | Narbonne (Narbo Martius)                           | Aude              | Dimensions externes : 121,60 × 93,20 × 21 m, dimensions de l'arène : 75 × 46,40 m, capacité estimée : plus de 15 000 places. | 43° 11′ 03″ N, 3° 00′ 53″ E |              |
| Amphithéâtre                           | Néris-les-Bains (Neriomagus)                       | Allier            | | 46° 17′ 19″ N, 2° 39′ 44″ E |              |
| Arènes de Cimiez                       | Nice (Cemenelum)                                   | Alpes-Maritimes   | | 43° 43′ 12″ N, 7° 16′ 31″ E |              |
| Arènes                                 | Nîmes (Nemausus)                                   | Gard              | Dimensions externes : 133 × 101 × 21 m, dimensions de l'arène : 69 × 38 m, capacité estimée : 25 000 places | 43° 50′ 06″ N, 4° 21′ 35″ E |              |
| Amphithéâtre                           | Orange (Arausio)                                   | Vaucluse          | | 44° 08′ 10″ N, 4° 48′ 04″ E |              |
| Théâtre gallo-romain de Champlieu      | Orrouy                                             | Oise              | | 49° 18′ 33″ N, 2° 51′ 15″ E |              |
| Arènes de Lutèce                       | Paris (Lutetia)                                    | Paris             | Amphithéâtre-théâtre, dimensions externes : 130 × 110 m, dimensions de l'arène : 52,5 × 46,8 m, capacité estimée : 17 000 places | 48° 50′ 42″ N, 2° 21′ 10″ E |              |
| Amphithéâtre                           | Périgueux (Vesunna)                                | Dordogne          | Dimensions externes : 141,4 × 118,2 m, dimensions de l'arène : non indiquées, capacité estimée : 18 000 places | 45° 10′ 58″ N, 0° 42′ 48″ E |              |
| Amphithéâtre                           | Poitiers (Limonum Pictonum)                        | Vienne            | Dimensions externes : 156 × 130 m, dimensions de l'arène : 75 × 48 m, capacité estimée : 25 000 places | 46° 34′ 42″ N, 0° 20′ 23″ E |              |
| Amphithéâtre                           | Reims (Durocortorum)                               | Marne             | Dimensions externes : 122 × 100 m | 49° 15′ 41″ N, 4° 01′ 34″ E |              |
| Amphithéâtre                           | Rodez (Segodunum)                                  | Aveyron           | Dimensions externes : 110 × 97 m, capacité estimée : 15 000 places | 44° 21′ 13″ N, 2° 34′ 16″ E |              |
| Amphithéâtre                           | Rouen (Rotomagus)                                  | Seine-Maritime    | Dimensions externes : environ 110 mètres d'est en ouest et environ 120 mètres du nord au sud, capacité estimée : 25 000 places | 49° 26′ 48″ N, 1° 05′ 40″ E |              |
| Théâtre gallo-romain de Lisieux        | Saint-Désir                                        | Calvados          | | 49° 08′ 53″ N, 0° 12′ 15″ E |              |
| Amphithéâtre                           | Saint-Georges-du-Bois                              | Charente-Maritime | | 46° 08′ 31″ N, 0° 43′ 44″ O |              |
| Théâtre gallo-romain d'Argentomagus    | Saint-Marcel (Argentomagus)                        | Indre             | | 46° 36′ 01″ N, 1° 30′ 54″ E |              |
| Amphithéâtre                           | Saintes (Mediolanum Santonum)                      | Charente-Maritime | Dimensions externes : 126 × 102 m, dimensions de l'arène : 66,5 × 39 m, capacité estimée : 12 000 à 15 000 places | 45° 44′ 45″ N, 0° 38′ 38″ O |              |
| Amphithéâtre                           | Sanxay                                             | Vienne            | | 46° 29′ 42″ N, 0° 01′ 19″ O |              |
| Amphithéâtre                           | Sceaux-du-Gâtinais (Aquis Segeste)                 | Loiret            | |                             |              |
| Arènes                                 | Senlis (Augustomagus)                              | Oise              | Dimensions de l'arène : 41,5 × 34,45 m, capacité estimée : 10 000 places environ | 49° 12′ 19″ N, 2° 34′ 33″ E |              |
| Amphithéâtre                           | Sens                                               | Yonne             | | 48° 12′ 00″ N, 3° 17′ 35″ E |              |
| Amphithéâtre de Purpan-Ancely          | Toulouse (Tolosa)                                  | Haute-Garonne     | Dimensions externes : 115 × 101 m, dimensions de l'arène : 62 × 46 m, capacité estimée : 12 000 places | 43° 36′ 23″ N, 1° 26′ 28″ E |              |
| Amphithéâtre                           | Tours (Caesarodunum)                               | Indre-et-Loire    | Dimensions externes : 156 × 134 m, dimensions de l'arène : 68 × 50 m, capacité estimée : 25 000 places | 47° 23′ 43″ N, 0° 41′ 47″ E |              |
| Amphithéâtre                           | Triguères                                          | Loiret            | | 47° 56′ 29″ N, 2° 58′ 48″ E |              |